# Wildwasserrennsport-Europameisterschaften 2009
2009 fanden die 7. Europameisterschaften im Wildwasserrennsport im italienischen Sondrio auf der Adda statt.

## Ergebnisse

### Nationenwertung

#### Gesamt
| Platz  | Land                   | Gold | Silber | Bronze | Gesamt |
| ------ | ---------------------- | ---- | ------ | ------ | ------ |
| 1      | Deutschland            | 4    | 2      | 3      | 9      |
| 2      | Frankreich             | 3    | 5      | 3      | 11     |
| 3      | Slowakei               | 2    | 3      | -      | 5      |
| 4      | Tschechien             | 2    | 2      | 4      | 8      |
| 5      | Kroatien               | 2    | 2      | -      | 4      |
| 6      | Vereinigtes Königreich | 1    | 1      | 3      | 5      |
| 7      | Slowenien              | 1    | -      | 2      | 3      |
| 8      | Italien                | 1    | -      | 1      | 2      |
| 9      | Belgien                | -    | 1      | -      | 1      |
| Gesamt | Gesamt                 | 16   | 16     | 16     | 48     |

#### Classic
| Platz  | Land                   | Gold | Silber | Bronze | Gesamt |
| ------ | ---------------------- | ---- | ------ | ------ | ------ |
| 1      | Deutschland            | 3    | 1      | 2      | 6      |
| 2      | Kroatien               | 2    | -      | -      | 2      |
| 3      | Frankreich             | 1    | 3      | 2      | 6      |
| 4      | Tschechien             | 1    | 2      | 1      | 4      |
| 5      | Slowakei               | 1    | 2      | -      | 3      |
| 6      | Slowenien              | -    | -      | 2      | 2      |
| 7      | Vereinigtes Königreich | -    | -      | 1      | 1      |
| Gesamt | Gesamt                 | 8    | 8      | 8      | 24     |

#### Sprint
| Platz  | Land                   | Gold | Silber | Bronze | Gesamt |
| ------ | ---------------------- | ---- | ------ | ------ | ------ |
| 1      | Frankreich             | 2    | 2      | 1      | 5      |
| 2      | Vereinigtes Königreich | 1    | 1      | 2      | 4      |
| 3      | Deutschland            | 1    | 1      | 1      | 3      |
| 4      | Slowakei               | 1    | 1      | -      | 2      |
| 5      | Tschechien             | 1    | -      | 3      | 4      |
| 6      | Italien                | 1    | -      | 1      | 2      |
| 7      | Slowenien              | 1    | -      | -      | 1      |
| 8      | Kroatien               | -    | 2      | -      | 2      |
| 9      | Belgien                | -    | 1      | -      | 1      |
| Gesamt | Gesamt                 | 8    | 8      | 8      | 24     |